# Johann Maria Friedrich Heimann
Johann Maria Friedrich „Fritz“ Heimann (* 10. Mai 1848 in Köln; † 1. März 1921 in Brühl) war ein deutscher Industrieller und Verbandsfunktionär. Er war Geschäftsführer des Parfümunternehmens Johann Maria Farina sowie Mitbegründer des Markenverbands 1903 und ab 1904 dessen erster Vorsitzender.

## Biografie
Als Urururenkel des Gründers von Johann Maria Farina gegenüber dem Jülichs-Platz war Johann Maria Friedrich Heimann lange Jahre dessen geschäftsführender Teilhaber in Köln. 
Heimann war verheiratet mit Friederike Johanne Eugenie Kroeger und lebte in Brühl bei Köln. Einer seiner Söhne war Johann Maria Heimann. 
Heimann wurde mit dem Eisernen Kreuz 2. und 1. Klasse ausgezeichnet. Er war Hauptmann a. D.